# Marlon Zanotelli
Marlon Módolo Zanotelli (Imperatriz, 19 giugno 1988) è un cavaliere brasiliano, vincitore di due medaglie d'oro nell'equitazione ai Giochi Panamericani 2019 nella gara a squadre e nel salto individuale.

## Palmarès
- Giochi panamericani
- Lima 2019: medaglia d'oro nell'equitazione a squadre e nel salto individuale